# Lampadena
A Lampadena a sugarasúszójú halak (Actinopterygii) osztályának Myctophiformes rendjébe, ezen belül a gyöngyöshalfélék (Myctophidae) családjába tartozó nem.

## Rendszerezés
A nembe az alábbi 10 faj tartozik:
- Lampadena anomala Parr, 1928
- Lampadena atlantica Maul, 1969 - egyesek szerint a L. urophaos alfaja
- Lampadena chavesi Collett, 1905
- Lampadena dea Fraser-Brunner, 1949
- Lampadena luminosa (Garman, 1899)
- Lampadena notialis Nafpaktitis & Paxton, 1968
- Lampadena pontifex Krefft, 1970
- Lampadena speculigera Goode & Bean, 1896
- Lampadena urophaos Paxton, 1963
- Lampadena yaquinae (Coleman & Nafpaktitis, 1972)